# Alphenal
Alphenal ist ein Arzneistoff aus der Gruppe der Barbiturate, das früher als Sedativum und Schlafmittel eingesetzt wurde. Strukturell ist es ein Barbitursäure-Derivat. Es wurde in den 1960er-Jahren entwickelt und hat primär antikonvulsive Wirkung, weshalb es gelegentlich auch zur Behandlung der Epilepsie oder von Konvulsionen Verwendung fand. Derzeit sind keine Arzneimittel auf der Basis von Alphenal mehr auf dem Markt, in Deutschland ist es nicht mehr zugelassen.